# قزل‌آلای ژاپنی
قزل‌آلای ژاپنی (نام علمی: Salvelinus japonicus) نام یک گونه از سرده آزادماهی‌های شکم‌رنگی است.